# Gynoeryx nigropuncta
Gynoeryx nigropuncta är en fjärilsart som beskrevs av Griveaud 1964. Gynoeryx nigropuncta ingår i släktet Gynoeryx och familjen svärmare. Inga underarter finns listade i Catalogue of Life.